# Bistum Nizza
Das Bistum Nizza (lat.: Dioecesis Nicensis, frz.: Diocèse de Nice) ist ein Bistum der römisch-katholischen Kirche in Frankreich, das sich über das Gebiet des Département Alpes-Maritimes erstreckt.

## Geschichte
Das Bistum Nizza wurde der Überlieferung nach bereits im 3. Jahrhundert gegründet. Als erster Bischof und Gründer wird der heilige Bassus verehrt. Der erste sicher bekannte Bischof ist Armantius, der 381 an einer Synode in Aquileia teilnahm. 
Mit dem Konkordat von 1801 wurde es Suffraganbistum des Erzbistums Aix und es wurden ihm Gebiete des Bistums Glandèves sowie die Bistümer Grasse und Vence hinzugefügt.
In seiner Geschichte unterstand das Bistum bis 1801 dem Erzbistum Embrun. Dann gehörte es zunächst der Kirchenprovinz Aix an, bevor es, als Teil des Königreichs Sardinien, von 1817 bis 1860 der Kirchenprovinz Genua angehörte. Dann kehrte es unter das Dach des Erzbistums Aix zurück. 2002 wurde schließlich die Provinz Aix mit dem Erzbistum Avignon und dem bis dato immediaten Erzbistum Marseille zur Kirchenprovinz Marseille vereinigt.

Die Kathedrale von Nizza
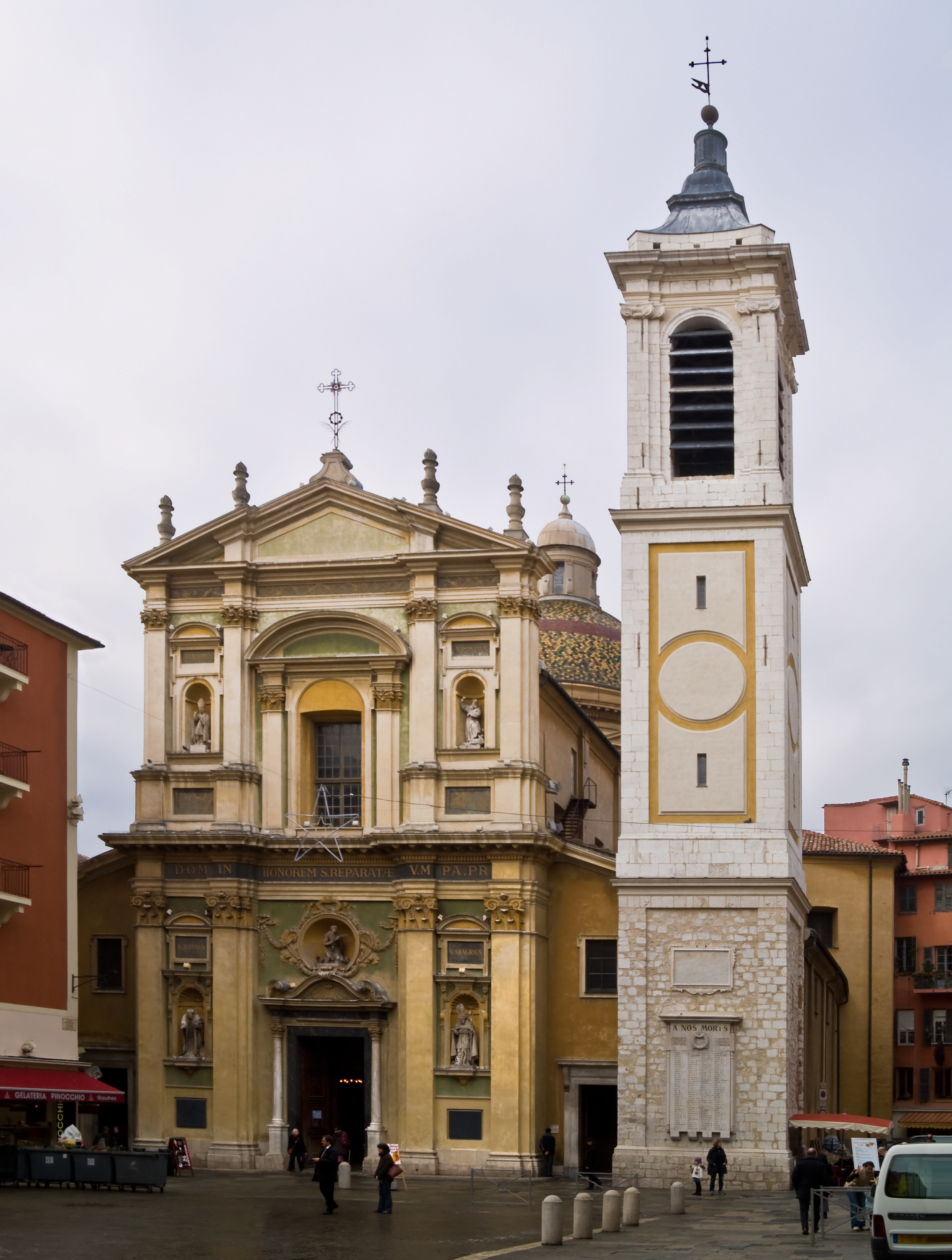
Außenansicht
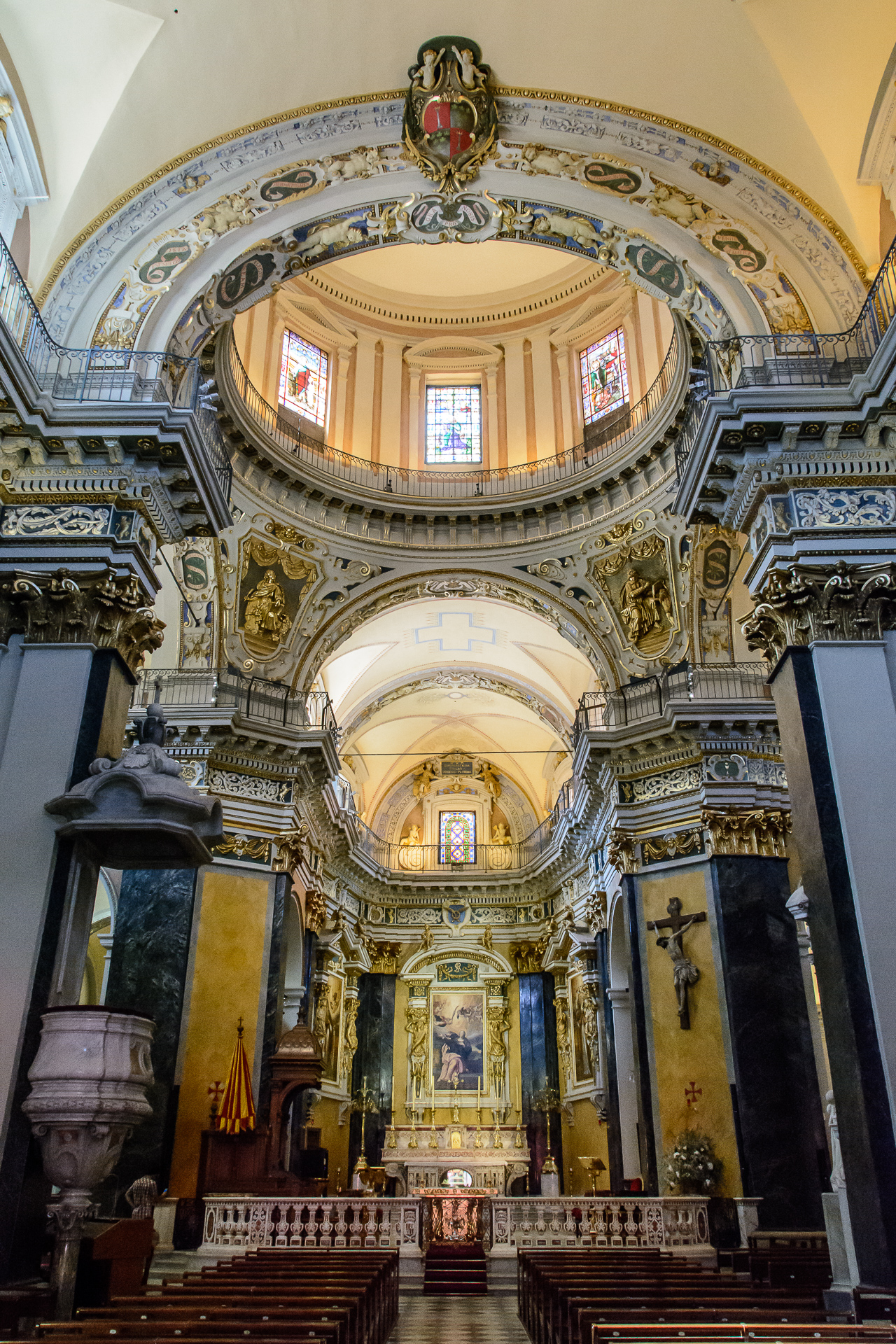
Innenansicht
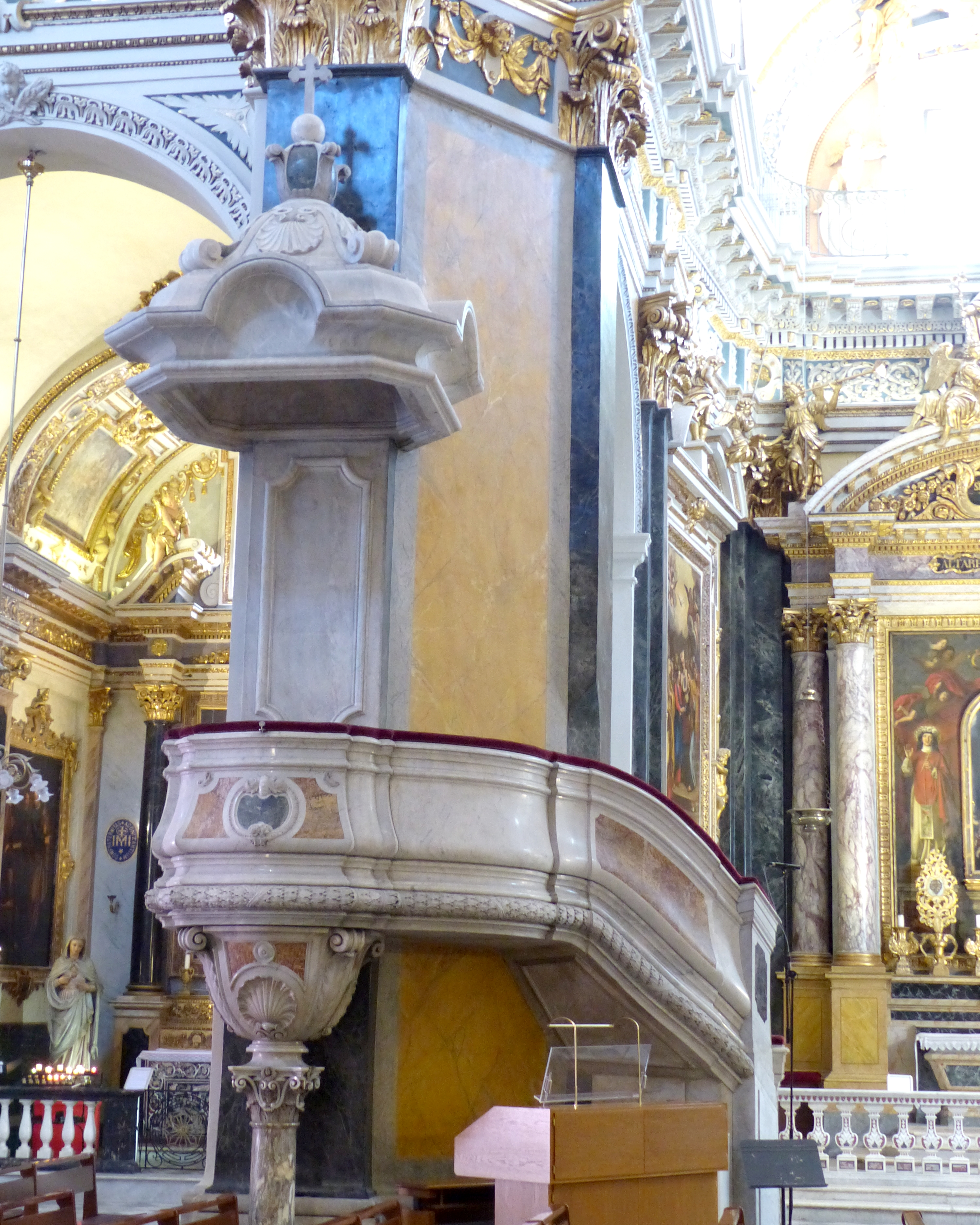
Kanzel

Die ehemaligen Kathedralen
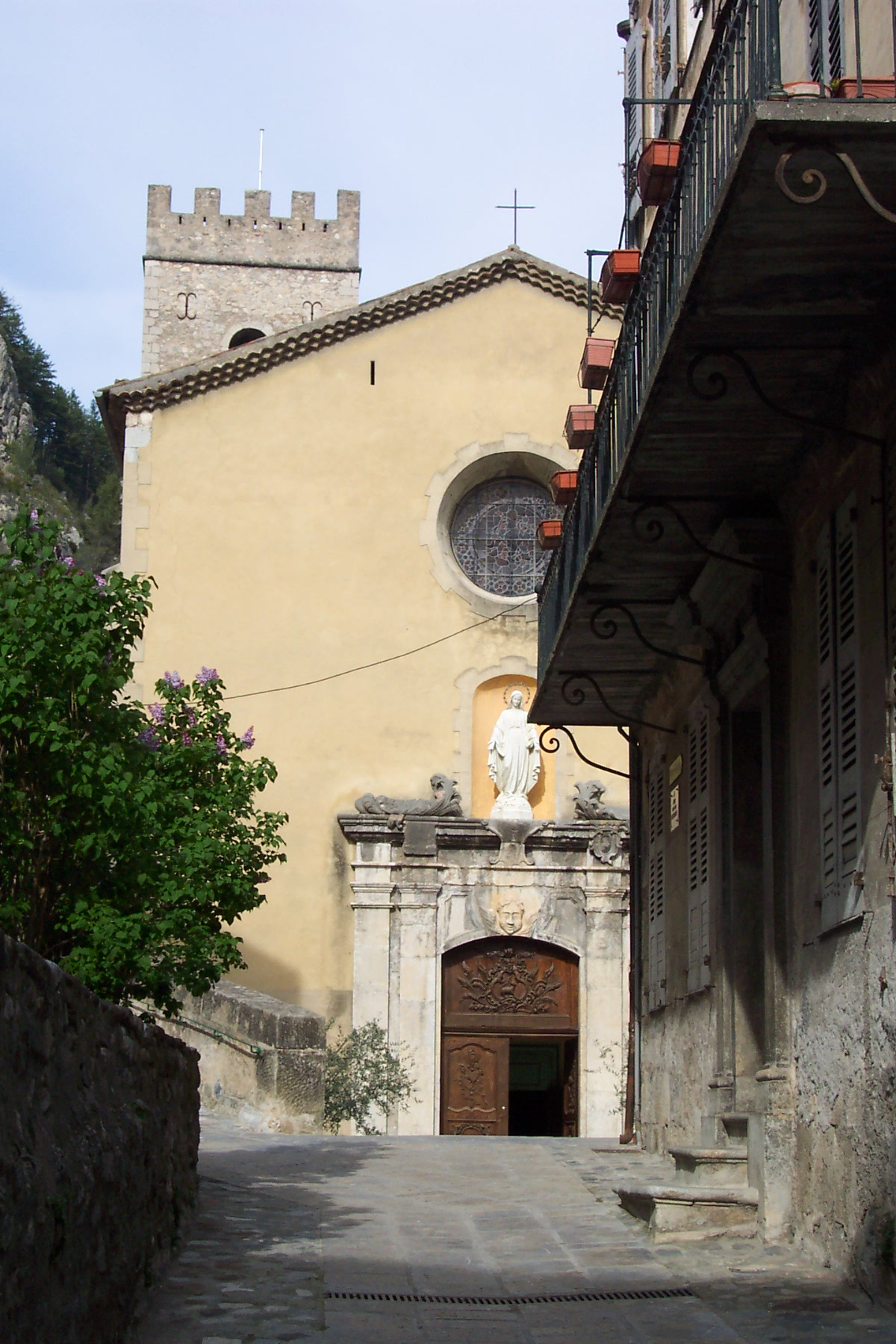
Glandèves
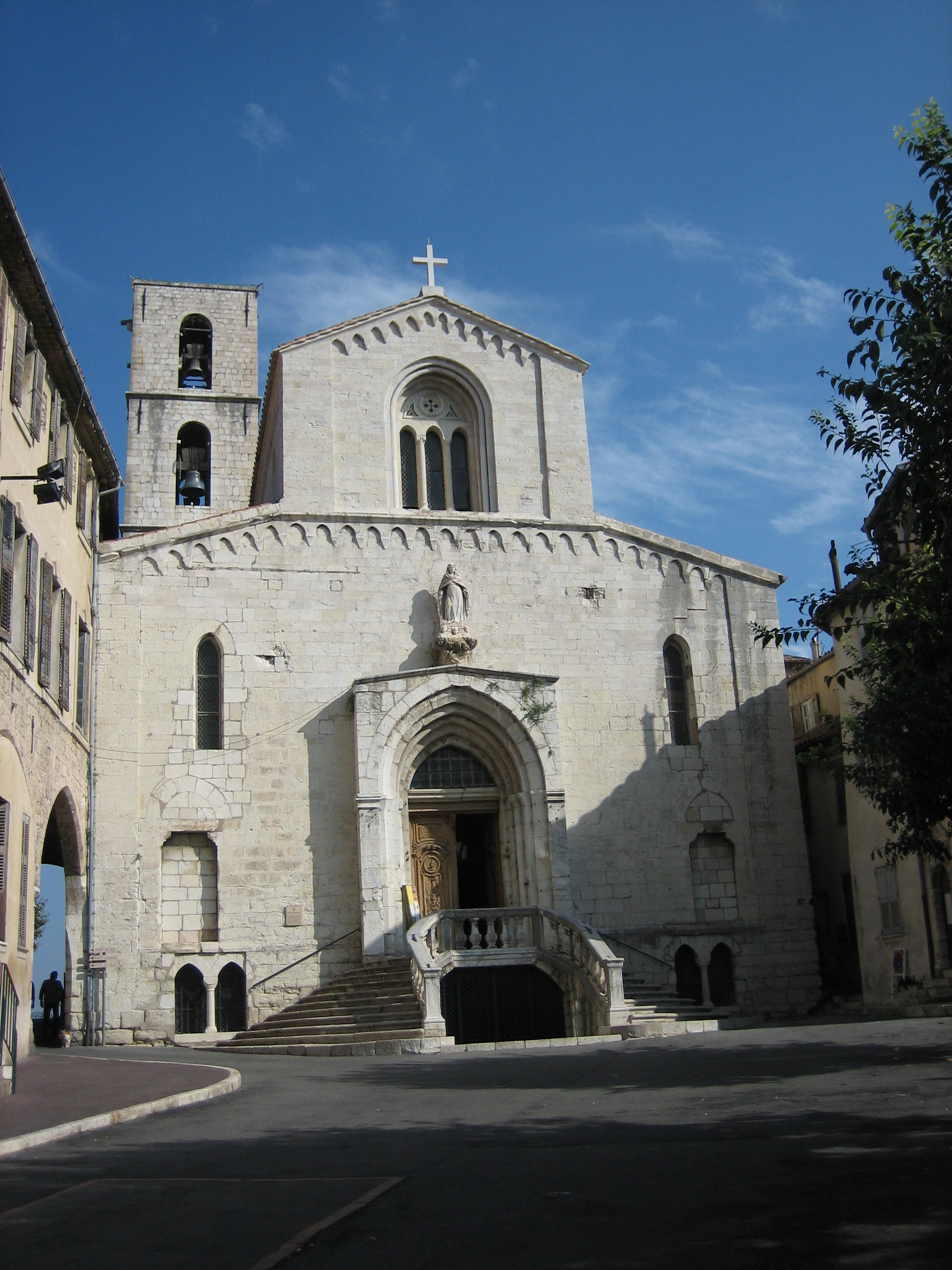
Grasse
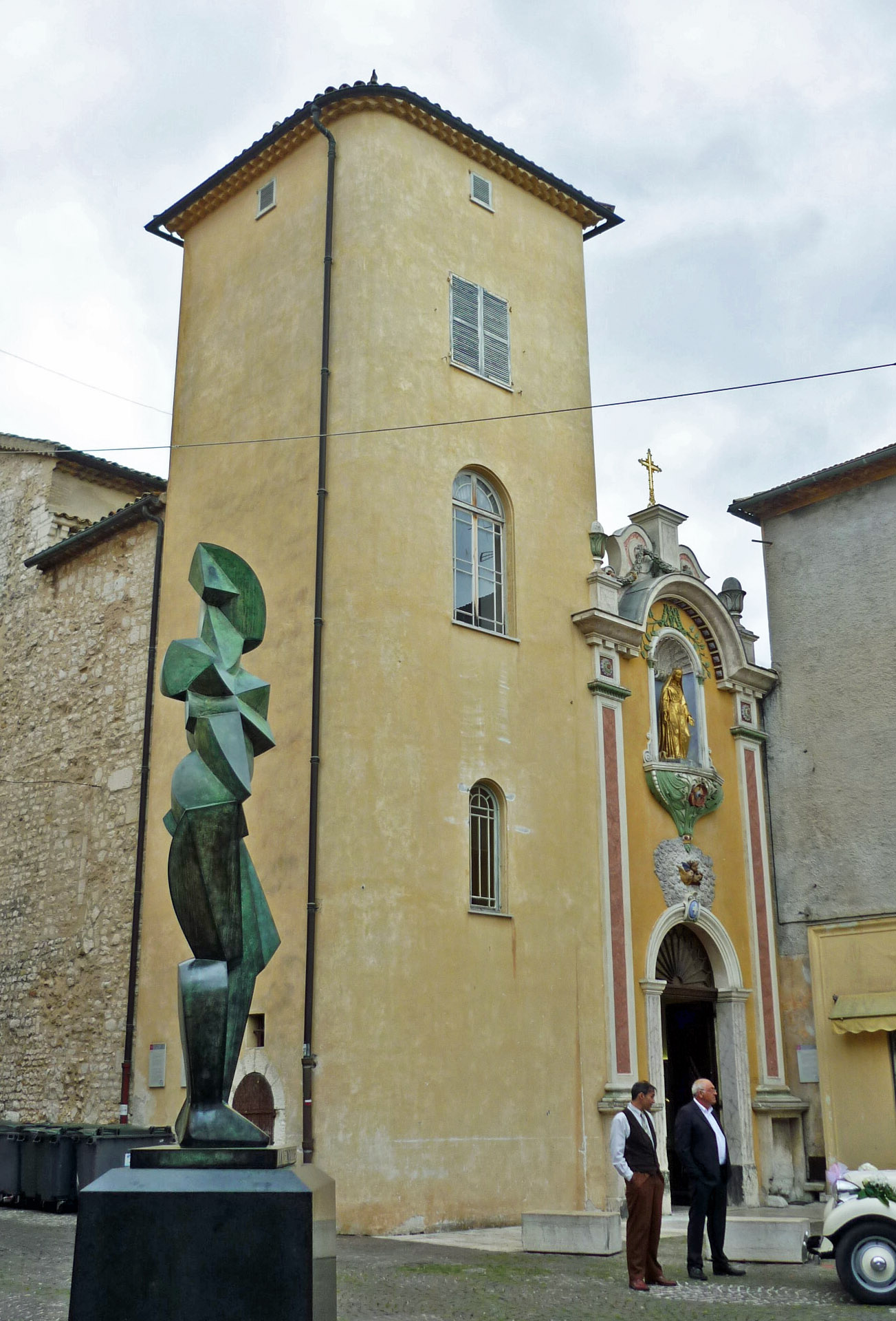
Vence